# Guaytambo (Prunus persica)

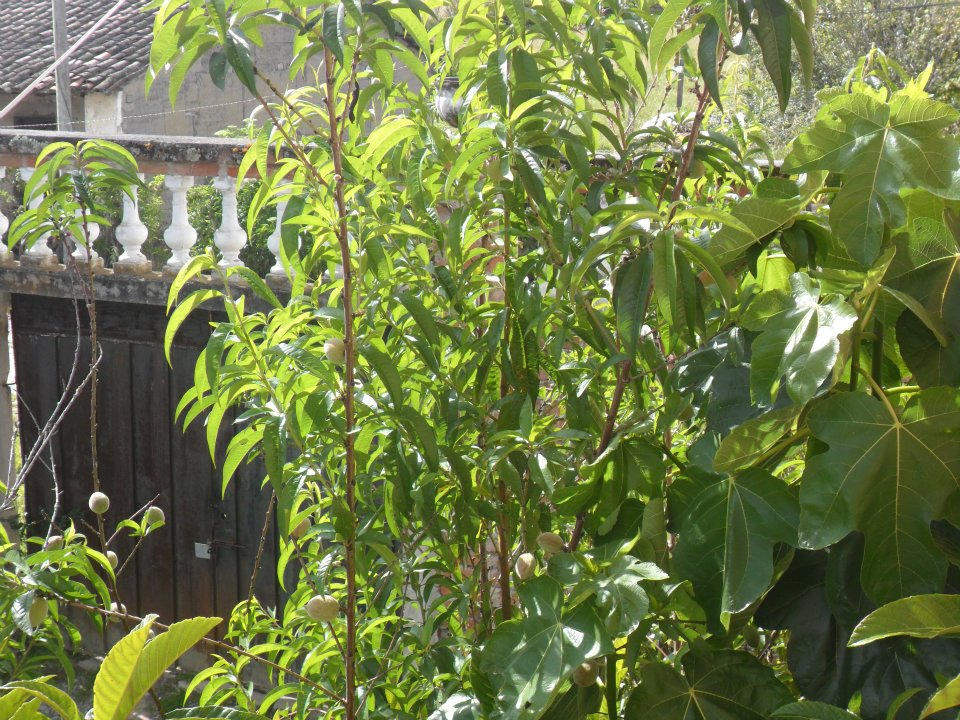

El Guaytambo etimológicamente viene del español Guay: fino o estupendo y del Kichwa Tambo: del lugar donde se vendía. A su vez el Guaytambo es una gran oportunidad de comercialización al mercado extranjero y de consumo de los hogares del Ecuador, siendo un alimento tradicional que solo lo producen en fechas festivas debido a su poca comercialización, puesto que en el Ecuador el consumo es bajo, debido al bajo conocimiento que la población posee acerca de esta fruta, que es rica en vitaminas C, proteína y alto contenido en fibra.  (1)

## Características
El árbol de Guaytambo tiene una altura aproximada de 1,5 metros. Es idéntico a una planta de durazno tradicional y en época de flor desprende una agradable fragancia dulce que a cientos de metros alerta la cercanía de la cosecha. El Guaytambo es una fruta de tamaño similar al de una manzana, presenta piel y pulpa de color blanco. Tiene una textura suave y su sabor es dulce pero no empalagoso. (2)

## Historia
La fruta es originalmente de Persia por lo que su nombre científico deriva de aquel país; también se le conoce cómo melocotón. Los españoles lo introdujeron en Ecuador alrededor del año de 1600 (1). Durante al menos 300 años la principal productora dentro del Ecuador fue Ambato - Tungurahua. El reemplazo de cultivos en la capital tungurahuense se inició en 1979 debido a las afectaciones que dejó una devastadora plaga. El declive de cultivos de Guaytambo inició en 1983, en este año el departamento estatal de agricultura, ofreció de forma gratuita plantas de frutilla y fresa a agricultores de la zona. (2)

## Producción
El tiempo de maduración de la fruta no supera las 12 semanas. Sin embargo, el tiempo que transcurre entre la siembra y la colecta es de entre 5 y 6 meses. (2)

## Diferencia entre el durazno y el Guaytambo
Para quien no esté al tanto de cómo percatarse si el fruto que compra es Guaytambo o durazno, debe fijarse en la consistencia del fruto. El Guaytambo no es tan llamativo en cuanto al color, en cambio el durazno sí; sobre la consistencia el Guaytambo es más apetitoso y suave por lo que su cosecha debe ser en un estado no muy maduro para que al empacarlo en las cajas no se maltrate y llegue al mercado en buen estado. El durazno es más duro y tiene un sabor especial que también encanta a propios y extraños. Como sea, Ambato siempre será privilegiada por su productiva tierra y su variedad de frutas. (3)